# Купу
Ку́пу (эст. Kupu), ранее Ку́ппо (эст. Kuppo) — деревня на севере Эстонии в волости Куусалу, уезд Харьюмаа. 

## География и описание
Расположена в 32 километрах к востоку от Таллина, у шоссе Таллин—Нарва. Высота над уровнем моря — 46 метров. 
Климат умеренный. Официальный язык — эстонский. Почтовый индекс — 74610.
На территории деревни находится охраняемый государством эрратический валун Купу (эст. Kupukivi).

## Население
По данным переписи населения 2021 года, в Купу проживали 42 человека, из них 36 (87,8 %) — эстонцы.
Численность населения деревни Купу по данным переписей населения:
| Год  | 1959 | 1970 | 2000 | 2011 | 2021 |
| ---- | ---- | ---- | ---- | ---- | ---- |
| Чел. | 15   | ↗ 17 | ↗ 33 | ↘ 24 | ↗ 42 |

## История
В письменных источниках 1772 года упоминается Kuppe, 1798 года — Kuppo (деревня и корчма), 1923 года — Kupu. В 1977–1997 годах Купу была частью деревни Сыйтме.